# Petr Fiala
Petr Fiala (Brno, 1964. szeptember 1. –) cseh politikus, politikatudós és egyetemi tanár, a Polgári Demokrata Párt (ODS) tagja, 2021 decembere óta Csehország miniszterelnöke. Értékrendileg konzervatívnak, társadalmi és gazdasági szempontól liberálisnak vallja magát.

## Pályafutása
Családja az 1918 és 1938 között fennálló Csehszlovák Köztársaság idején polgárosodott. Családjában a kulturális élet és a társadalmi-politikai kérdések iránti érdeklődés természetesnek számított. Tizenöt éves kora óta következetesen zakót hord, ami a családi hagyományok melletti kiállást is jelentett a kommunista időszakban. A bársonyos forradalom előtt részt vett az ellenzéki mozgalomban: szamizdatot nyomtatott, és későbbi feleségével is az 1989 őszi brnói tüntetéseken ismerkedett meg.
A brnói Masaryk Egyetem hallgatójaként cseh nyelvet és irodalmat, valamint történelmet tanult. A rendszerváltás után az egyetem oktatója lett, ahol részt vett az ország első politológiatanszékének létrehozásában, és az első politológiaprofesszor lett Csehországban. Később a tanszék vezetője lett. 2004-től 2011-ig az egyetem rektora, majd 2012-ig rektorhelyettese volt. Irányítása alatt az egyetem saját bevételei bővítésével tudta csökkenteni az államtól való függőséget, vagyona bővült, és hallgatói létszáma 30 ezerről 45 ezerre emelkedett.

### Politikai pályafutása
A politikával szakértőként került kapcsolatba, amikor 2011-ben Petr Nečas miniszterelnök felkérte tudományos főtanácsadónak. 2012–2013 között oktatási, ifjúsági és sportminiszter volt Nečas kormányában.

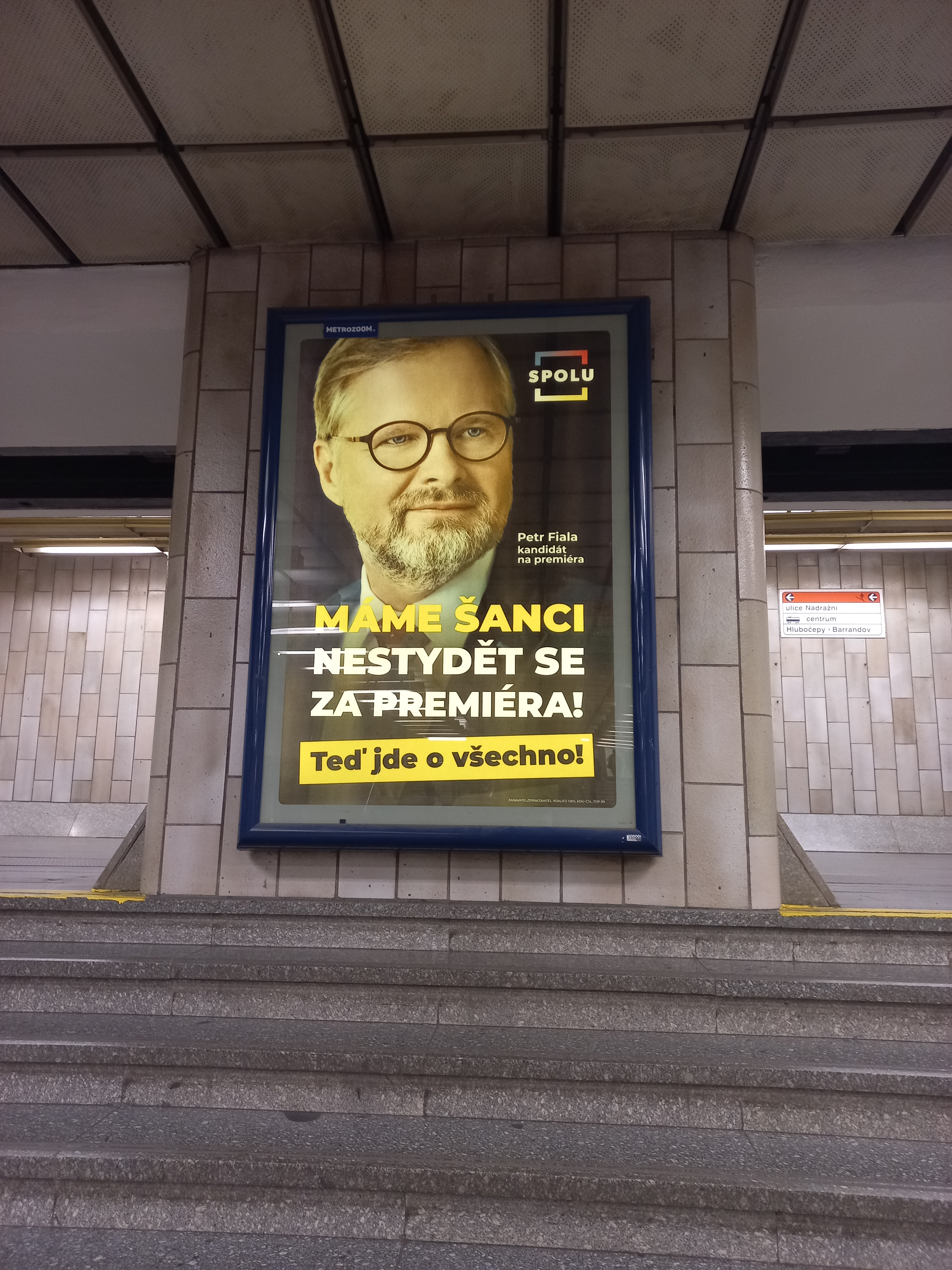
Kampányplakát Prágában 2021 szeptemberében

2012-ben lépett be a Polgári Demokrata Pártba (ODS). Azóta a Képviselőház tagja. 2014-ben a Nečas-kormány megbukott, és Petr Nečas a miniszterelnökségről is lemondott, Fialát ekkor választották a párt elnökévé. Irányítása alatt a párt újra erősödni kezdett, és a Spolu koalíció megnyerte a 2021-es választást.
2021. november 28-án Miloš Zeman kinevezte kormányfővé, és Fiala a hivatali esküt is letette, de kormánya hivatalba lépéséhez a miniszterek kinevezésére is szükség volt, így december 17-én vehette át az ország irányítását az ügyvezető miniszterelnöktől, Andrej Babištól.

## Nézetei

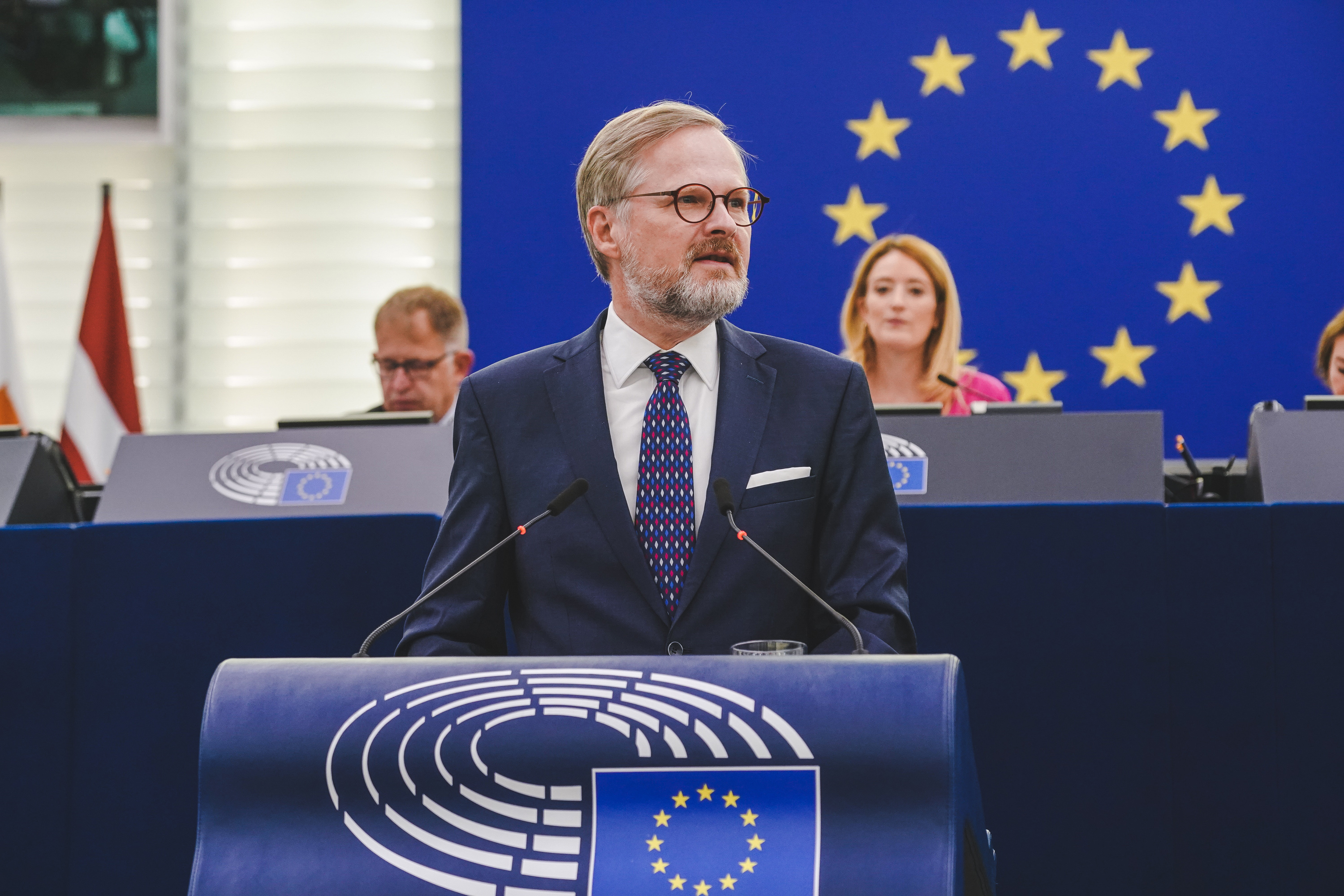
Fiala az Európai Parlamentben

Értékrendileg konzervatívnak, társadalmi és gazdasági szempontól liberálisnak vallja magát. Barátjaként hivatkozik a 2020-ban elhunyt Roger Scruton brit konzervatív filozófusra. Az Európai Uniónak álláspontja szerint nincs alternatívája Csehország számára, de elkötelezett az unió reformja mellett annak érdekében, hogy az jobban megfeleljen a nemzetállamok igényeinek; az uniós intézmények és bürokrácia ne akadályként és kényszerként jelenjenek meg.
A populizmust elítéli és felelőtlennek tartja; könyvet is szentelt a populizmus elleni harcnak.
A valláshoz felnőttként, az irodalmon és a művészeten, illetve a filozófián keresztül jutott el; saját megfogalmazása szerint „ez egy racionális út volt”.

## Magánélete
Vallásos, 22 éves korában keresztelkedett meg.
Felesége biológus, 1992-ben házasodtak össze. Három felnőtt gyermekük van.

## Művei
- Értelem a populizmussal szemben
- Petr Fiala A-tól Z-ig[13]